# Vazzano
Vazzano är en ort och kommun i provinsen Vibo Valentia i regionen Kalabrien i Italien. Kommunen hade 1 029 invånare (2017).